# Azoudange
Azoudange ist eine französische Gemeinde mit 101 Einwohnern (Stand 1. Januar 2022) im Département Moselle in der Region Grand Est (bis 2015 Lothringen).

## Geografie
Die Gemeinde Azoudange liegt im Quellbereich der Seille zwischen Linderweiher (Étang de Lindre) und Gunderchinger Weiher (Étang de Gondrexange), etwa 20 Kilometer westlich von Sarrebourg. An der südlichen Gemeindegrenze verläuft der Bach Gondrexange. Das Gemeindegebiet von Azoudange ist Teil des Regionalen Naturparks Lothringen.
Zur Gemeinde gehören die beiden Weiler:
- Toupet (Tupethof), nordwestlich gelegen, und
- Romécourt (Römerhof) samt gleichnamigem Schloss, südlich gelegen.

## Geschichte
Durch die Bestimmungen im Friede von Vincennes kam Azoudange 1661 zu Frankreich. Von 1915 bis 1918 trug der Ort den verdeutschten Namen Anslingen an der Duß, 1940–1944 hieß er Aßlingen.

### Bevölkerungsentwicklung
| Jahr      | 1962 | 1968 | 1975 | 1982 | 1990 | 1999 | 2007 | 2019 |
| Einwohner | 161  | 182  | 154  | 123  | 103  | 106  | 114  | 123  |

## Sehenswürdigkeiten
- Mariä-Geburt-Kirche
- Schlosskapelle
- Schloss Romécourt mit Ursprung im 16. Jahrhundert, Monument historique[2]

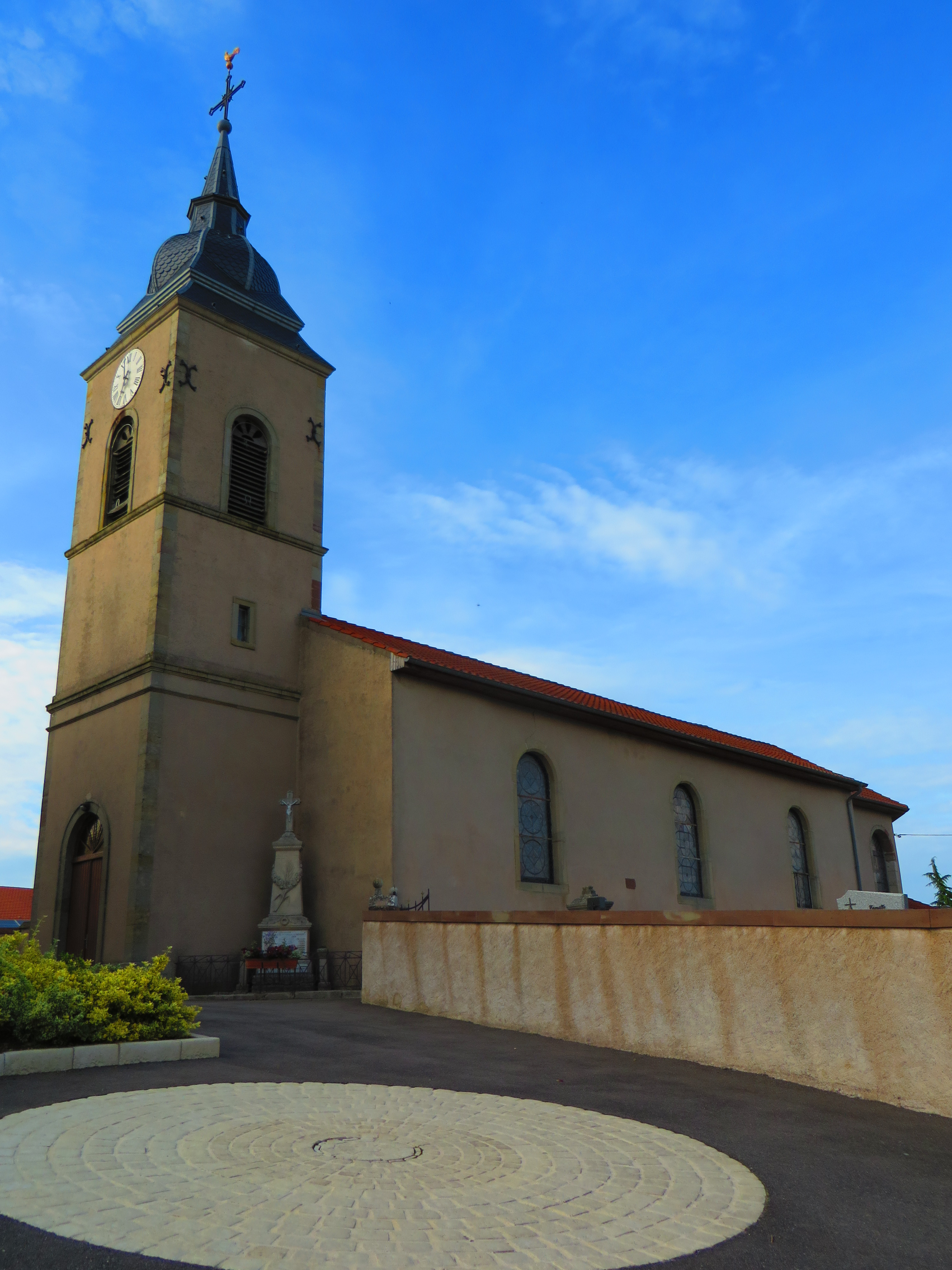
Mariä-Geburt-Kirche
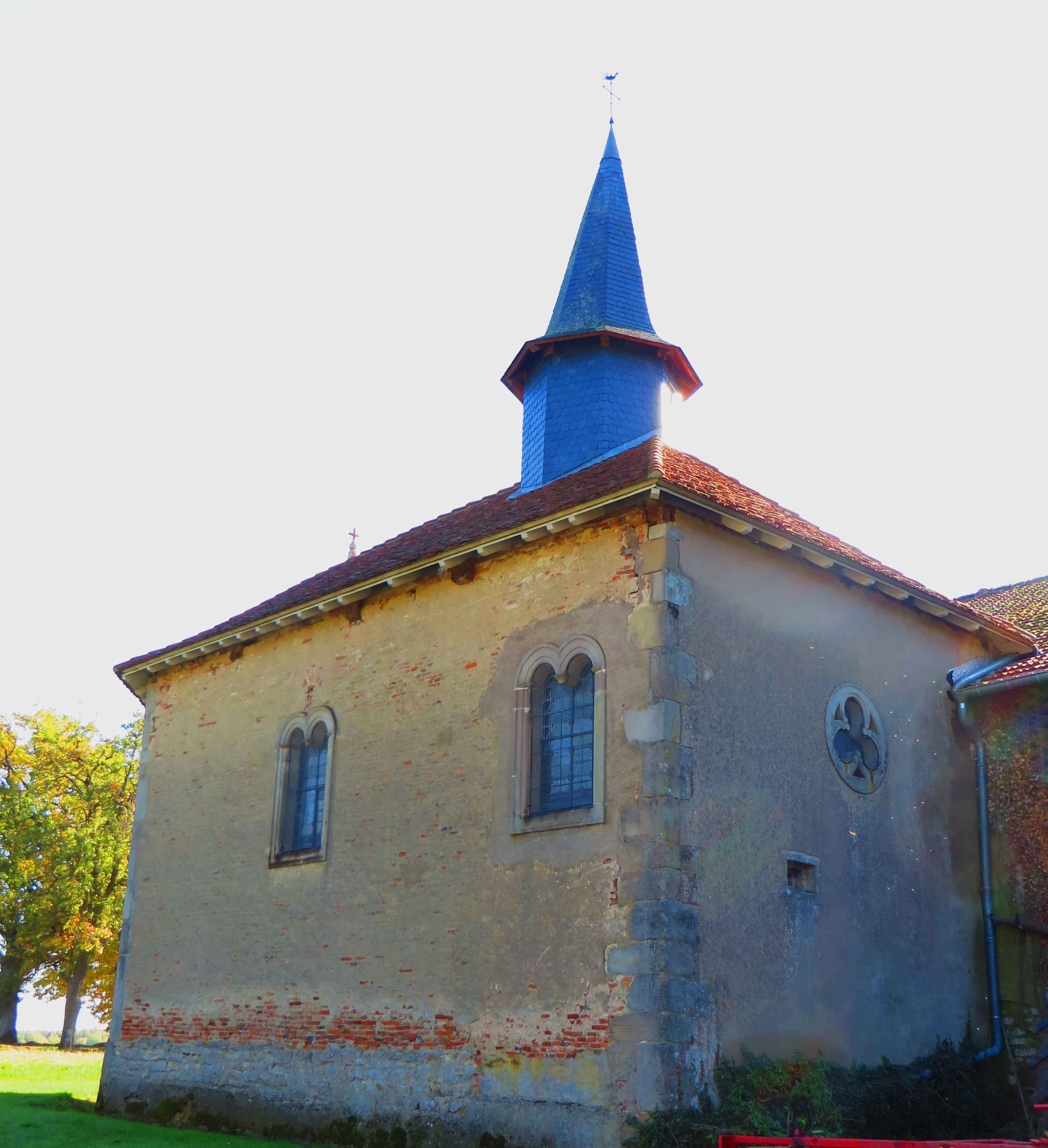
Schlosskapelle
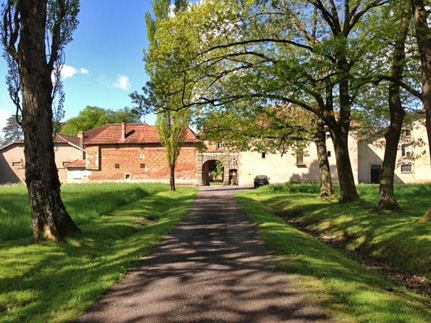
Schloss Romécourt

## Belege
1. ↑   Eisenbahndirektion Mainz (Hg.): Amtsblatt der Königlich Preußischen und Großherzoglich Hessischen Eisenbahndirektion in Mainz vom 30. Oktober 1915, Nr. 54. Bekanntmachung Nr. 721, S. 350f.
2. ↑  Schloss auf culture.gouv.fr (französisch)